# Betty Fiorina
Betty Fiorina, née le 10 octobre 1919 à El Paso (Texas) et morte le 25 février 2010 à Santa Fe (Nouveau-Mexique), est une femme politique américaine.
Elle est secrétaire d'État (en) du Nouveau-Mexique entre 1959 et 1962, puis de 1971 à 1974.

## Biographie
Marian Elizabeth Fiorina est originaire d'El Paso (Texas),. Elle est la fille de Delphine Sauders et Jules Vicknair Sr.. Elle s'installe au Nouveau-Mexique, épouse Anthony Fiorina et commence à travailler pour la Chambre des représentants du Nouveau-Mexique en 1951 en tant que greffière. Élue pour la première fois au poste de secrétaire d'État en 1958, elle est reconduite pour un second mandat en 1960. Au cours de son premier mandat, elle cherche à mettre fin au favoritisme politique au sein de l'État. Elle est remplacée par Alberta Miller en 1963. Elle redevient ensuite greffière,. Elle est de nouveau élue secrétaire d'État en 1970,, quittant ses fonctions en 1974. Au cours des décennies suivantes, elle aide son fils Tom à se faire élire juge municipal à Santa Fe. Elle meurt en 2010 de la maladie d'Alzheimer, à l'âge de 90 ans. Elle est inhumée au cimetière national de Santa Fe,.